# Andrea Brighenti
Andrea Brighenti (Brenzone, Italia, 2 de diciembre de 1987) es un futbolista italiano que juega de delantero en el AC Trento 1921 de la Serie C.

## Trayectoria

### Inicios
Nacido en Brenzone, en la provincia de Verona, Véneto, comenzó su carrera en la Serie D en el club semiprofesional Virtus Vecomp Verona. En 2008, debutó como profesional en el F. C. Pavia 1911 en la Lega Pro Seconda Divisione 2008-2009. En 2009, fue fichado por el también club de cuarta división A. C. Sambonifacese. Anotó 13 goles en la Lega Pro Seconda Divisione 2011-12, en la que fue traspasado al AC Renate al final de la temporada.

### U. S. Cremonese
El 12 de julio de 2013 fue fichado por el Parma Calcio 1913 por una cantidad no revelada (77,000 euros incluyendo otros gastos) pero inmediatamente se intercambió con Alessandro Favalli del U. S. Cremonese. Ambos clubes se quedaron con el 50% de los derechos de inscripción de los jugadores. El 50% de los derechos de inscripción se valoró en 250,000 euros, por lo que no hubo dinero en efectivo en el acuerdo. Marcó 13 veces en su temporada inaugural de la tercera división. También jugó los 3 partidos de los playoffs de ascenso, con un gol.

### A. C. Monza
El 4 de enero de 2019 fichó por el A. C. Monza.

### Juventus de Turín "B"
El 2 de septiembre de 2020 se unió a la Juventus de Turín "B" de la Serie C, el club de reserva de la Juventus de Turín, con un contrato permanente. Su primer gol de con la Juventus de Turín "B" llegó el 20 de diciembre, en una derrota por 2-1 contra la US Città di Pontedera, con un gol de penalti.

## Vida personal
El 31 de diciembre de 2021 dio positivo en COVID-19 en medio de la pandemia en Italia; pero logró recuperarse totalmente para el 10 de enero de 2022.

## Estadísticas

### Clubes
Actualizado al último partido disputado el 23 de octubre de 2022.
| Club                           | Div.          | Temporada     | Liga  | Liga  | Copas nacionales | Copas nacionales | Copas internacionales | Copas internacionales | Total | Total |
| Club                           | Div.          | Temporada     | Part. | Goles | Part.            | Goles            | Part.                 | Goles                 | Part. | Goles |
| ------------------------------ | ------------- | ------------- | ----- | ----- | ---------------- | ---------------- | --------------------- | --------------------- | ----- | ----- |
| A. C. Sambonifacese · Italia   | 4.ª           | 2009-10       | 10    | 2     | 0                | 0                | —                     | —                     | 10    | 2     |
| A. C. Sambonifacese · Italia   | 4.ª           | 2010-11       | 31    | 8     | 0                | 0                | —                     | —                     | 31    | 8     |
| A. C. Sambonifacese · Italia   | 4.ª           | 2011-12       | 34    | 13    | 0                | 0                | —                     | —                     | 34    | 13    |
| A. C. Sambonifacese · Italia   | Total club    | Total club    | 75    | 23    | 0                | 0                | 0                     | 0                     | 75    | 23    |
| AC Renate · Italia             | 4.ª           | 2012-13       | 35    | 20    | 0                | 0                | —                     | —                     | 35    | 20    |
| AC Renate · Italia             | Total club    | Total club    | 35    | 20    | 0                | 0                | 0                     | 0                     | 35    | 20    |
| U. S. Cremonese · Italia       | 3.ª           | 2013-14       | 29    | 13    | 0                | 0                | —                     | —                     | 29    | 13    |
| U. S. Cremonese · Italia       | 3.ª           | 2014-15       | 30    | 15    | 3                | 1                | —                     | —                     | 33    | 16    |
| U. S. Cremonese · Italia       | 3.ª           | 2015-16       | 34    | 17    | 1                | 1                | —                     | —                     | 35    | 18    |
| U. S. Cremonese · Italia       | 3.ª           | 2016-17       | 37    | 15    | 5                | 3                | —                     | —                     | 3     | 0     |
| U. S. Cremonese · Italia       | 2.ª           | 2017-18       | 35    | 4     | 2                | 1                | —                     | —                     | 37    | 5     |
| U. S. Cremonese · Italia       | 2.ª           | 2018-19       | 10    | 2     | 1                | 0                | —                     | —                     | 11    | 2     |
| U. S. Cremonese · Italia       | Total club    | Total club    | 175   | 66    | 12               | 6                | 0                     | 0                     | 187   | 72    |
| A. C. Monza · Italia           | 3.ª           | 2018-19       | 17    | 4     | 5                | 1                | —                     | —                     | 22    | 5     |
| A. C. Monza · Italia           | 3.ª           | 2019-20       | 24    | 4     | 3                | 2                | —                     | —                     | 27    | 6     |
| A. C. Monza · Italia           | Total club    | Total club    | 41    | 8     | 8                | 3                | 0                     | 0                     | 49    | 11    |
| Juventus de Turín "B" · Italia | 3.ª           | 2020-21       | 30    | 8     | 0                | 0                | —                     | —                     | 30    | 8     |
| Juventus de Turín "B" · Italia | 3.ª           | 2021-22       | 26    | 6     | 0                | 0                | —                     | —                     | 26    | 6     |
| Juventus de Turín "B" · Italia | Total club    | Total club    | 56    | 14    | 0                | 0                | 0                     | 0                     | 56    | 14    |
| AC Trento 1921 · Italia        | 3.ª           | 2022-23       | 10    | 2     | 0                | 0                | —                     | —                     | 10    | 2     |
| AC Trento 1921 · Italia        | Total club    | Total club    | 10    | 2     | 0                | 0                | 0                     | 0                     | 10    | 2     |
| Total carrera                  | Total carrera | Total carrera | 392   | 133   | 20               | 9                | 0                     | 0                     | 412   | 142   |